# Piedmont Airlines
Piedmont Airlines – amerykańska regionalna linia lotnicza obsługująca loty dla American Eagle z siedzibą w Salisbury, w stanie Maryland.

## Flota

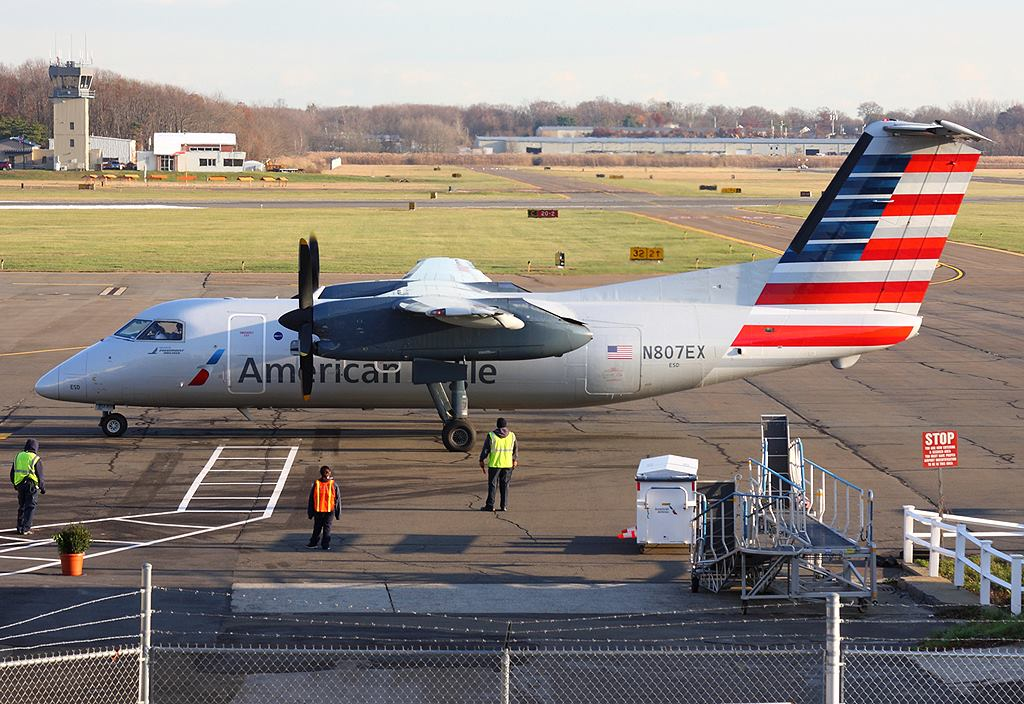
Wycofany Dash 8-100 w barwach American Eagle

Stan na październik 2018. Średni wiek samolotów Piedmont Airlines wynosi 18 lat.
| Typ             | Liczba | Zamówienia | Liczba pasażerów max. | Uwagi |
| --------------- | ------ | ---------- | --------------------- | ----- |
| Embraer ERJ-145 | 53     | —          | 50                    |       |